# Henotikon
Das Henotikon (griechisch ἑνωτικόν henōtikón „Einigung“) war ein 482 vom oströmischen Kaiser Zenon erlassenes Edikt, das die theologischen Streitigkeiten zwischen den orthodoxen Anhängern der Beschlüsse des ökumenischen Konzils von Chalkedon (451) und den Monophysiten, die vor allem in den römischen Orientprovinzen zahlreich waren, zu schlichten suchte.
Die Beschlüsse von Chalkedon wurden darin zwar nicht abgelehnt, aber faktisch ignoriert: Die Definition des wahren Glaubens erfolgte im Henotikon unter Rückgriff auf die früheren Beschlüsse der Konzilien von Nicäa (325), Konstantinopel (381) und Ephesos (431).
Da die Kompromissformeln des Henotikons die Monophysiten zwar einigermaßen beruhigen, nicht aber wirklich zufriedenstellen konnten, während sie gleichzeitig den erbitterten Widerstand des Bischofs von Rom provozierten, scheiterte der kaiserliche Ansatz, das Reich religiös zu einen – so wie alle anderen entsprechenden Versuche während der Spätantike auch. Stattdessen führte der Erlass des Henotikons nach kurzer Zeit zum sogenannten akakianischen Schisma zwischen Rom und Konstantinopel.
Das Edikt wird auch in der Kirchengeschichte des Euagrios Scholastikos wiedergegeben.